# Dietmar Grichnik
Dietmar Grichnik (* 29. November 1968 in Gladbeck) ist ein deutscher Wirtschaftswissenschaftler und Ordinarius für Entrepreneurship und Technologiemanagement an der Universität St. Gallen. Er ist Direktor am Institut für Technologiemanagement und Gründer des Center for Entrepreneurship (CfE-HSG).

## Leben
Nach einer Banklehre studierte Dietmar Grichnik an der Universität zu Köln und an der Pennsylvania State University Betriebswirtschaftslehre und Wirtschaftspädagogik. Er wurde 2000 in Köln zum Dr. rer. pol. promoviert und habilitierte sich 2005 zum Thema International Entrepreneurship in Düsseldorf nach mehreren Forschungsaufenthalten in den USA. Grichnik lebt mit seiner Frau und seiner Tochter in St. Gallen, Schweiz.

## Wirken
Grichnik folgte 2005 unmittelbar nach seiner Habilitation einem Ruf an die Universität Witten/Herdecke auf einen Lehrstuhl für Corporate Finance & Entrepreneurship. 2007 berief ihn die WHU – Otto Beisheim School of Management auf eine Professur für Entrepreneurship.
Die Universität St. Gallen wählte ihn 2010 zum Ordinarius für Entrepreneurship und zum Direktor am Institut für Technologiemanagement. Seit 2012 leitet er zudem das Center for Entrepreneurship (CfE-HSG) zur Förderung universitärer Start-ups. 2015 wirkte er am Aufbau des Global Center for Entrepreneurship & Innovation an der Universität St. Gallen mit. Seine Forschungsgebiete sind das unternehmerische Denken, Entscheiden und Handeln unter Ungewissheit sowie die Gründungs- und Wachstumsfinanzierung. Neben der Professur ist er selbst unternehmerisch aktiv und unterstützt mehrere Start-ups.
2016 veröffentlichte Dietmar Grichnik das Buch Entrepreneurial Living – Unternimm dein Leben. Mit dem Titel Should Entrepreneurs plan or just storm the castle? veröffentlichte er mit seinen Ko-Autoren eine Metaanalyse zu Planungsprozessen. In einem Forschungsartikel zeigt eine weitere Meta-Analyse den Einfluss von unternehmerischer Erfahrung auf den Erfolg kleiner und mittlerer Unternehmen. Der Swiss Entrepreneurial Ecosystem Report 2015/16 erschien in Ko-Autorenschaft mit Dietmar Grichnik. In einem Whitepaper formuliert er Thesen mit anderen Experten zur Förderung von Digitalem Unternehmertum in der EU.

## Mandate und Engagements
Grichnik ist Dekan der School of Management an der Universität St. Gallen. Er gehört zum Präsidium des «Förderkreises Gründungs-Forschung» (FGF) und fördert dort den wissenschaftlichen Nachwuchs. Als Mitglied im «Verband der Hochschullehrer für Betriebswirtschaft» amtiert er als Stellvertretender Vorsitzender der Kommission für Technologie, Innovation und Entrepreneurship.

## Auszeichnungen
- 2007; Wolfgang-Ritter-Preis für herausragende betriebswirtschaftliche Forschung[6]

## Werke
- Startup Navigator – Das Handbuch. Frankfurter Allgemeine Buch, Frankfurt 2018, ISBN 978-3-95601-221-1.
- Entrepreneurial Living – Unternimm dein Leben. In sieben Zügen zur Selbstständigkeit. Carl Hanser Verlag, München 2016, ISBN 978-3-446-44631-1.
- hrsg. zusammen mit Oliver Gassmann: Das unternehmerische Unternehmen: Revitalisieren und Gestalten der Zukunft mit Effectuation – Navigieren und Kurshalten in stürmischen Zeiten. Springer Gabler Verlag, Wiesbaden 2013, ISBN 978-3-65802058-3.
- hrsg. zusammen mit Peter Witt: Entrepreneurial Marketing. ZfB Special Issue, Gabler Verlag, Wiesbaden 2011.
- mit Malte Brettel, Christian Koropp und René Mauer: Entrepreneurship. Unternehmerisches Denken, Entscheiden und Handeln von innovativen und technologieorientierten Unternehmungen, Schäffer-Poeschel-Verlag, Stuttgart 2010, ISBN 978-3-79102885-9.
- International Entrepreneurship. Entscheidungs- und Risikoverhalten von Unternehmensgründern und Venture-Finanziers in kulturellen Kontexten. Theoriebildung und empirische Analysen. Duncker & Humblot Verlag, Berlin 2006, ISBN 978-3-42812265-3.
- hrsg. zusammen mit Christoph Börner: Entrepreneurial Finance, Kompendium zur Gründungs- und Wachstumsfinanzierung. Physica-Verlag, Heidelberg 2005, ISBN 978-3-79081577-1.
- Bankenverbände. Strategisches Netzwerkmanagement in der Bankwirtschaft. Gabler Edition Wissenschaft, Deutscher Universitäts-Verlag, Wiesbaden 2000, ISBN 978-3-82447258-1.